# Šogunat Tokugava
Šogunat Tokugava (/ˌtɒkuːˈɡɑːwə/, 徳川幕府 Tokugava bakufu), znan tudi kot šogunat Edo (江戸幕府, Edo bakufu), je bila vojaška vlada Japonske v obdobju Edo od 1603 do 1868.
Šogunat Tokugava je ustanovil Tokugava Iejasu po zmagi v bitki pri Sekigahari, s čimer so se končale državljanske vojne v obdobju Sengoku po propadu šogunata Ašikaga. Iejasu je postal šogun in klan Tokugava je upravljal Japonsko z gradu Edo v vzhodnem mestu Edo (sodobni Tokio) skupaj z daimjo - lordi iz razreda samurajev. Šogunat Tokugava je organiziral japonsko družbo pod strogim razrednim sistemom Tokugava in prepovedal večino tujcev pod izolacionistično politiko Sakoku za spodbujanje politične stabilnosti. Šoguni Tokugava so Japonsko upravljali v fevdalnem sistemu, pri čemer je vsak daimjo upravljal han (fevdalno področje), čeprav je bila država nominalno še vedno organizirana kot cesarske province. Pod šogunatom Tokugava je Japonska doživela hitro gospodarsko rast in urbanizacijo, kar je pripeljalo do vzpona trgovskega razreda in hedonistične kulture ukijo (lebdeče življenje).
Šogunat Tokugava je propadel v obdobju Bakumacu (»končno dejanje šogunata«) od leta 1853 in so ga strmoglavili privrženci cesarskega dvora v obnovi Meidži leta 1868. Japonsko cesarstvo je bilo ustanovljeno pod vlado Meidži, lojalisti Tokugave pa so nadaljevali boriti se v Bošinski vojni do poraza republike Ezo v bitki pri Hakodateju junija 1869.

## Zgodovina
Po obdobju Sengoku (»obdobje vojskujočih se držav«) je centralno vlado v veliki meri ponovno vzpostavil Oda Nobunaga v obdobju Azuči–Momojama. Po bitki pri Sekigahari leta 1600 je centralna oblast padla v roke Tokugave Iejasuja. Medtem ko je bilo veliko daimjojev, ki so se borili proti Tokugavi Iejasuju, ugasnjenih ali pa so se njihova posestva zmanjšala, je bil Iejasu zavezan obdržati daimjoje in han (domene) kot komponente pod svojim novim šogunatom. Dejansko so bili ti, ki so se postavili na Iejasujevo stran, nagrajeni, nekateri nekdanji vazali pa so postali daimjo in so bili strateško razporejeni po vsej državi.
Družba v obdobju Tokugava naj bi za razliko od prejšnjih šogunatov temeljila na strogi razredni hierarhiji, ki jo je prvotno vzpostavil Tojotomi Hidejoši. Daimjo (gospodarji) so bili na vrhu, sledila jim je bojevniška kasta samurajev, pod njimi pa so bili kmetje, obrtniki in trgovci. V nekaterih delih države, zlasti v manjših regijah, so bili daimjo in samuraji bolj ali manj enaki, saj so bili daimjo lahko izurjeni kot samuraji, samuraji pa so lahko delovali kot lokalni vladarji. V nasprotnem primeru je večinoma neprilagodljiva narava tega sistema družbene stratifikacije sčasoma sprostila moteče sile. Davki na kmete so bili določeni v fiksnih zneskih, ki niso upoštevali inflacije ali drugih sprememb denarne vrednosti. Posledično so bili davčni prihodki, ki so jih pobrali lastniki zemljišč samuraji, sčasoma vredni vse manj. To je pogosto vodilo do številnih spopadov med plemenitimi, a obubožanimi samuraji in premožnimi kmeti, ki so segali od preprostih lokalnih nemirov do veliko večjih uporov. Nobeden pa se ni izkazal za dovolj prepričljivega, da bi resno izpodbijal uveljavljeni red do prihoda tujih sil. Študija iz leta 2017 je pokazala, da so kmečki upori in kolektivna dezertacija ("beg") znižali davčne stopnje in zavirali rast države v šogunatu Tokugava.
Sredi 19. stoletja je zavezništvu več močnejših daimjo, skupaj z naslovnim japonskim cesarjem, uspelo strmoglaviti šogunat, ki se je uradno končal leta 1868 z odstopom 15. šoguna, Tokugava Jošinobuja, kar je vodilo do »obnove« (王政復古, Ōsei fukko) cesarske vladavine. Nekateri šogunovi zvesti spremljevalci so se še naprej borili med bošinsko vojno, ki je sledila, vendar so bili na koncu poraženi. Ne glede na njegovo morebitno strmoglavljenje v korist bolj modernizirane, manj fevdalne oblike upravljanja obnove Meidži, je šogunat Tokugava nadziral najdaljše obdobje miru in stabilnosti v zgodovini Japonske, ki je trajalo več kot 260 let.

## Vlada

### Šogunat in domene
Sistem bakuhan (bakuhan taisei 幕藩体制) je bil fevdalni politični sistem v obdobju Edo na Japonskem. Bakufu pomeni »vojaška vlada« - to je šogunat. Han so bile domene, ki jih je vodil daimjo. Od Iejasujevega imenovanja za šoguna leta 1603, zlasti pa po zmagi Tokugava v Osaki leta 1615, so bile uvedene različne politike za uveljavitev nadzora šogunata, kar je močno omejilo neodvisnost daimjojev. Njihovo število se je spreminjalo, vendar se je ustalilo pri približno 270.
Sistem bakuhan je razdelil fevdalno oblast med šogunat v Edu in daimjoje z domenami po vsej Japonski. Šogun in gospodarji so bili vsi daimjoji: fevdalni gospodje s svojo birokracijo, politiko in ozemlji. Province so imele določeno stopnjo suverenosti in jim je bila dovoljena neodvisna uprava hana v zameno za zvestobo šogunu, ki je bil odgovoren za zunanje odnose, nacionalno varnost, kovanje kovancev, uteži in mere ter transport.
Šogun je upravljal tudi najmočnejši han, dedni fevd hiše Tokugava, ki je vključeval tudi številne rudnike zlata in srebra. Proti koncu šogunata je imel klan Tokugava približno 7 milijonov kokujev zemlje (天領 tenrjō), vključno z 2,6–2,7 milijona kokujev, ki so jih imeli neposredni vazali, od 30 milijonov v državi. Ostalih 23 milijonov kokujev so imeli drugi daimjo.
Število hanov (približno 270) je nihalo skozi celotno obdobje Edo. Razvrščeni so bili po velikosti, ki je bila izmerjena kot število kokujev riža, ki jih je domena proizvedla vsako leto. En koku je bila količina riža, ki je bila potrebna za enoletno hranjenje enega odraslega moškega. Najmanjše število za daimjo je bilo deset tisoč kokujev;  največje, razen šoguna, je bilo več kot milijon kokujev.

#### Politike za nadzor daimjojev
Glavne politike šogunata glede daimjojev so vključevale:
- Načelo, da se je vsak daimjo (vključno s tistimi, ki so bili prej neodvisni od družine Tokugava) podredil šogunatu, vsak han pa je zahteval priznanje šogunata in je bil podvržen prerazporeditvi zemlje. Daimjo je prisegel zvestobo vsakemu šogunu in priznal zakone za hiše bojevnikov ali buke šohato.
- Sistem sankin-kōtai (参勤交代 »nadomestna prisotnost«), ki je od daimjojev zahteval, da potujejo v Edo in tam prebivajo vsako drugo leto, njihove družine pa morajo ostati v Edu med njihovo odsotnostjo.
- Ikoku ičijjō rei (一国一城令), ki je vsakemu hanu dovoljeval, da obdrži samo eno utrdbo v daimjojevem prebivališču.
- Zakoni o vojaških domovih (武家諸法度, buke šohato), od katerih je prvi leta 1615 prepovedoval gradnjo novih utrdb ali popravilo obstoječih brez odobritve bakufuja, sprejemanje ubežnikov šogunata in urejanje porok daimjojevih družin brez uradnega dovoljenja. Z leti so bila izdana dodatna pravila o samurajih.

Čeprav je šogun izdal določene zakone, kot je buke šohato, je vsak han upravljal svoj avtonomni sistem zakonov in obdavčevanja. Šogun se ni vmešaval v vladanje hana, razen če je bila dokazana večja nesposobnost (kot so veliki upori), niti niso bili izdani centralni davki. Namesto tega je vsak han zagotavljal fevdalne dolžnosti, kot so vzdrževanje cest in uradnih kurirski postaj, gradnja kanalov in pristanišč, zagotavljanje vojakov in lajšanje lakote. Daimjoji so bili strateško postavljeni, da so preverjali drug drugega, sistem sankin-kōtai pa je zagotovil, da so daimjōji ali njihova družina vedno v Edu in jih opazuje šogun.
Šogunat je imel moč zavreči, pripojiti in preoblikovati domene, čeprav so jih po prvih letih šogunata redko in skrbno izvajali, da bi preprečili daimjōjem združevanje. Sankin-kōtai sistem nadomestnega prebivališča je zahteval, da je vsak daimjo prebival v izmeničnih letih med hanom in dvorom v Edu. Med njuno odsotnostjo iz Eda je bilo tudi zahtevano, da pustita svojo družino kot talca do vrnitve. Talci in veliki izdatki sankin-kōtai, naloženi vsakemu hanu, so pomagali zagotoviti zvestobo šogunu. Do leta 1690 se je velika večina daimjojev rodila v Edu in večina ga je imela za svoj dom. Nekateri se niso veliko zanimali za svoje domene in so jih morali rotiti, naj se vrnejo »domov«.
V zameno za centralizacijo je bil ohranjen mir; za razliko od obdobja Sengoku, daimjojev niso več skrbeli medsebojni konflikti. Poleg tega je bilo zagotovljeno dedno nasledstvo, saj šogunat ni priznaval notranjih uzurpacij znotraj domen.

#### Klasifikacijadaimjo
Klan Tokugava je dodatno zagotovil zvestobo z ohranjanjem dogmatskega vztrajanja pri zvestobi šogunu. Daimjo so bili razvrščeni v tri glavne kategorije:
- Šinpan (»sorodniki« 親藩) je bilo šest klanov, ki so jih ustanovili Iejasujevi sinovi, pa tudi nekateri sinovi 8. in 9. šoguna, ki so postali daimjo. Šogunu bi zagotovili dediča, če ga šogun ne bi imel.
- Fudai (»dedni« 譜代) so bili pred bitko pri Sekigahari večinoma vazali Iejasuja in klana Tokugava. Vladali so svojemu hanu (posestvu) in služili kot visoki uradniki v šogunatu, čeprav je bil njihov han običajno manjši v primerjavi z domenami tozama.
- Tozama (»zunanji« 外様) je bilo približno 100 daimjojev, od katerih je večina po bitki pri Sekigahari postala vazal klana Tokugava. Nekateri so se borili proti silam Tokugava, čeprav so bili nekateri nevtralni ali pa so se celo borili na strani klana Tokugava kot zavezniki in ne kot vazali. Tozama daimjoji so po navadi imeli največji han, z 11 od 16 največjih daimyojev v tej kategoriji.

Tozama daimjo, ki so se borili proti klanu Tokugava v bitki pri Sekigahari, je imelo znatno zmanjšanje posesti. Pogosto so bili nameščeni v gorskih ali oddaljenih območjih ali pa med najbolj zaupanja vredne daimje. Na začetku obdobja Edo je šogunat menil, da je tozama najmanj lojalen; sčasoma so se zaradi strateških porok in utrditve sistema tozama manj verjetno uprli. Na koncu pa so še vedno velike tozama Sacuma, Čošū in Tosa ter v manjši meri Hizen tiste, ki je zrušila šogunat. Te štiri države se imenujejo štirje zahodni klani ali na kratko Satčotohi.

### Odnos s cesarjem
Ne glede na politični naziv cesarja so šoguni iz družine Tokugava nadzorovali Japonsko. Šogunat je družini Tokugava zagotovil nominalno dodelitev uprave (体制, taisei) s strani cesarskega dvora v Kjotu. Medtem ko je imel cesar uradno pravico do imenovanja šoguna in je prejemal velikodušne subvencije, ni imel praktično nobene besede pri državnih zadevah. Šogunat je izdal zakone za cesarske in dvorne uradnike (kinču narabini kuge šohato 禁中並公家諸法度), da bi določil svoje razmerje s cesarsko družino in kugeji (cesarski dvorni uradniki), ter določil, da se mora cesar posvetiti znanosti in poeziji. Šogunat je imenoval tudi zvezo, Kjoto Šošidai (Šogunov predstavnik v Kjotu), ki se je ukvarjal s cesarjem, dvorom in plemstvom.
Vendar pa se proti koncu šogunata, po stoletjih, ko je imel cesar zelo malo besede pri državnih zadevah in je bil osamljen v svoji kjotski palači, ter po vladajočem šogunu Tokugavi Iemočiju poročil s sestro cesarja Komeija (vladal 1846–1867), leta 1862 je cesarsko sodišče v Kjotu začelo uživati večji politični vpliv. S cesarjem so se občasno posvetovali o različnih politikah in šogun je celo obiskal Kjoto, da bi obiskal cesarja. Med obnovo Meidži leta 1868 je bila vladna uprava uradno vrnjena s šoguna na cesarja.

### Šogun in zunanja trgovina
Zunanje zadeve in trgovino je monopoliziral šogunat, kar je prinašalo ogromen dobiček. Zunanja trgovina je bila dovoljena tudi v domenah Sacuma in Cušima. Riž je bil v tem času glavni trgovinski proizvod Japonske. Izolacionizem je bil zunanja politika Japonske in trgovina je bila strogo nadzorovana. Trgovci so bili zunaj japonske družbene hierarhije in so veljali za pohlepne.
Obiski ladij Nanban (南蛮 dobesedno »južni barbar«) iz Portugalske so bili sprva glavni vektor trgovinske izmenjave, sledile so jim nizozemske, angleške in včasih španske ladje.
Od leta 1603 dalje je Japonska začela aktivno sodelovati v zunanji trgovini. Leta 1615 je bilo veleposlaništvo in trgovska misija pod Hasekura Cunenaga poslana čez Pacifik v Nueva España (Nova Španija) na japonsko zgrajeni galeoni San Juan Bautista. Hasekura Cunenaga (支倉 六右衛門 常長, 1571–1622) je bil kirišitan, japonski samuraj in spremljevalec Date Masamuneja, daimjōja iz Sendaija. Do leta 1635 je šogun izdal številna dovoljenja za tako imenovane »ladje rdečih tjulnjev« (朱印船, Šuinsen; japonske oborožene trgovske jadrnice, namenjene v pristanišča jugovzhodne Azije, z rdečim zapečatenim patentom, ki ga je izdal zgodnji šogunat Tokugava), namenjene azijski trgovini.
Po letu 1635 in uvedbi zakonov o osamitvi so bile ladje dovoljene samo iz Kitajske, Koreje in Nizozemske.

### Šogun in krščanstvo
Privrženci krščanstva so se prvič začeli pojavljati na Japonskem v 16. stoletju. Oda Nobunaga je sprejel krščanstvo in zahodno tehnologijo, ki je bila uvožena z njim, kot je mušketa. Prav tako ga je videl kot orodje, ki bi ga lahko uporabil za zatiranje budističnih sil 
Čeprav je bilo krščanstvu dovoljeno rasti do leta 1610, ga je Tokugava Iejasu kmalu videl kot vse večjo grožnjo stabilnosti šogunata. Kot Ōgošo (»samostanski šogun«)  je vplival na izvajanje zakonov, ki so prepovedovali krščanstvo. Njegovi nasledniki so sledili zgledu in sestavili Iejasujeve zakone. Prepoved krščanstva je pogosto povezana z oblikovanjem zakonov o izoliranosti ali Sakoku v 1630-ih .

### Dohodki šogunata
Primarni vir dohodka šogunata je bil davek (okoli 40 %), zaračunan na letino v osebnih domenah klana Tokugava (tenrjō). Na domenah daimjojev niso bili zaračunani davki, ki so namesto tega zagotavljali vojaško dolžnost, javna dela in prisilna dela. Šogunat je od trgovcev dobival posojila, ki so bila včasih obravnavana kot prisilne donacije, čeprav trgovina pogosto ni bila obdavčena. Posebne dajatve so bile uvedene tudi za gradnjo infrastrukture.

## Institucije šogunata
Osebni vazali šogunov Tokugava so bili razvrščeni v dve skupini:
• nosilci zastav (hatamoto 旗本) so imeli privilegij, da so se neposredno približali šogunu;
• hišni pomočniki (gokenin 御家人) niso imeli privilegija poslušanja šoguna.
Do začetka 18. stoletja je od okoli 22.000 osebnih vazalov večina prejemala plačo namesto domen.

### Rōdžū in vakadošijori
Rōdžū (老中) so bili običajno najvišji člani šogunata. Običajno je funkcijo opravljalo štiri ali pet moških, eden pa je bil v službi po en mesec na rotacijski osnovi. Nadzorovali so ōmecuke (ki je nadzoroval daimjoje), mači-bugjō (komisarje za upravne in sodne funkcije v večjih mestih, zlasti Edo), ongoku buglō (遠国奉行, komisarje drugih večjih mest in šogunskih domen) in druge uradnike, nadzorovali odnose s cesarskim dvorom v Kjotu, kuge (japonski aristokratski razred, ki je prevladoval na japonskem cesarskem dvoru v Kjotu), daimjō, budistične templje in šintoistična svetišča ter skrbeli za zadeve, kot je delitev fevdov. Drugi bugjō (komisarji), zadolženi za finance, samostane in svetišča, so poročali rōdžū. Rodžu se je posvetoval o posebej pomembnih zadevah. V upravnih reformah leta 1867 (reforme Keiō) je bil urad odpravljen v korist birokratskega sistema z ministri za notranje zadeve, finance, zunanje odnose, vojsko in mornarico.
Načeloma so bile zahteve za imenovanje v urad rōdžū fudai daimjō in fevd ocenjen na 50.000 kokujev ali več. Vendar so bile pri obeh merilih izjeme. Veliko imenovanih je prihajalo iz pisarn blizu šoguna, kot so soba jōnin (側用人), Kjoto Šošidai in Osaka džōdai.
Neredno so šoguni imenovali rōdžū na položaj tairō (velikega starešine). Urad je bil omejen na člane klanov Ii, Sakai, Doi in Hota, vendar je Janagisava Jošijasu prav tako dobil status tairō. Med najbolj znanimi je bil Ii Naosuke, ki je bil leta 1860 umorjen pred vrati Sakuradamon v gradu Edo (incident Sakuradamon).
Trije do pet mož z imenom vakadošijori (若年寄) so bili naslednji po statusu pod rōdžū. Izrastek zgodnjega šestčlanskega rokaninšū (六人衆, 1633–1649) je urad dobil svoje ime in končno obliko leta 1662. Njihova glavna odgovornost je bila upravljanje zadev hatamota in gokenina, neposrednih vazalov šōguna. Pod vakadošijori so bili mecuke.
Nekateri šoguni so imenovali soba jōnina. Ta oseba je delovala kot vezni člen med šōgunom in rōdžūjem. Pomen se je povečal v času petega šōguna Tokugava Cunajošija, ko je vakadošijori Inaba Masajasu umoril Hotta Masatošija, tairōja. V strahu za svojo osebno varnost je Cunajoši rōdžū preselil v bolj oddaljen del gradu. Najbolj znana soba jōnin sta bila Janagisava Jošijasu in Tanuma Okicugu.

### Ōmecuke in mecuke
Omecuke in mecuke (cenzor ali inšpektor) sta bila uradnika, ki sta poročala rōdžū in vakadošijoriju. Pet ōmetsukov je bilo zadolženih za spremljanje zadev daimjōjev, kugejev in cesarskega dvora. Zadolženi so bili za odkrivanje morebitne grožnje upora. Na začetku obdobja Edo so položaje imeli daimjōji, kot je Jagjū Munefuju. Kmalu je postal hatamoto (samuraj na visokem položaju v neposredni službi šogunata Tokugava) z uvrstitvijo 5000 kokujev ali več. Da bi jim dali avtoriteto pri poslovanju z daimjōji, so jih pogosto uvrščali na 10.000 kokujev in jim podelili naziv kokuši ali kami (starodavni naslov, ki običajno označuje guvernerja province), kot je Bizen-no-kami.
Sčasoma se je funkcija ōmetsuka razvila v posredovanje ukazov od šogunata do daimjōjev in vodenje obredov v gradu Edo. Prevzeli so tudi dodatne odgovornosti, kot sta nadzor nad verskimi zadevami in nadzor nad strelnim orožjem. Mecuke, ki je poročal vakadošijori, je nadzoroval zadeve šōgunovih vazalov. Bili so policija za tisoče hatamotov in gokeninov (vazalov šogunata), ki so bili skoncentrirani v Edu. Posamezni han je imel svojega mecukeja, ki je podobno nadzoroval svoje samuraje.

### San-bugjō
San-bugjō (三奉行 »trije upravitelji«) so bili džiša, kandžō in mačhi-bugjō, ki so nadzorovali templje in svetišča, računovodstvo in mesta. Džiša-bugjō je imel najvišji status od treh. Nadzirali so upravljanje budističnih templjev (dži) in šintoističnih svetišč (ša), od katerih so mnoga imela fevde. Prav tako so slišali tožbe več zemljiških posesti zunaj osmih provinc Kantō. Na sestanke so običajno šli k daimjōjem.
Kandžō-bugjō so bili naslednji po statusu. Štirje nosilci te funkcije so poročali rōdžū. Odgovorni so bili za finance šogunata.
Mači-bugjō so bili glavni mestni upravitelji Eda in drugih mest. Njihove vloge so vključevale župana, načelnika policije (in pozneje tudi gasilske službe) ter sodnika v kazenskih in civilnih zadevah, ki niso vključevale samurajev. Dva (na kratko, trije) moški, običajno hatamoto, sta opravljala pisarno in se izmenjevala po mesecih.
Trije Edo mači bugjō so postali znani skozi džidaigeki (obdobja filmov): Ōoka Tadasuke in Tōjama Kagemoto (Kinširō) kot junaka ter Torii Yōzō (鳥居耀蔵) kot zlobnež.

### Tenrjō, gundai in daikan
San-bugjō so skupaj sedeli v sodnem svetu, imenovanem hjōdžōšo (評定所). V tej funkciji so bili odgovorni za upravljanje tenrjō (šogunove posesti), nadzor nad gundai (郡代), daikan (代官) in kura bugjō (蔵奉行), kot tudi za obravnavo primerov, ki so vključevali samuraje. Gundai je upravljal domene Tokugava z dohodki, večjimi od 10.000 kokujev, medtem ko je daikan upravljal območja z dohodki med 5.000 in 10.000 kokuji.
Šogun je neposredno vladal deželam v različnih delih Japonske. Te so bile znane kot šihaišo (支配所); od obdobja Meidži je izraz tenrjō (天領, dobesedno »cesarska dežela«) postal sinonim, ker so bila šogunova ozemlja vrnjena cesarju. Poleg ozemlja, ki ga je imel Iejasu pred bitko pri Sekigahari, je to vključevalo ozemlja, ki jih je pridobil v tej bitki in ozemlja, pridobljena kot posledica poletnega in zimskega obleganja Osake. V to kategorijo spadajo tudi večja mesta, kot sta Nagasaki in Osaka, ter rudniki, vključno z rudnikom zlata Sado.

### Gaikoku bugjō
Gaikoku bugjō so bili upravitelji, imenovani med letoma 1858 in 1868. Zadolženi so bili za nadzor trgovine in diplomatskih odnosov s tujino in so imeli sedež v pogodbenih pristaniščih Nagasaki in Kanagava (Jokohama).

## Pozni šogunat Tokugava (1853–1867)
Pozni šogunat Tokugava (japonsko 幕末 Bakumacu) je bilo obdobje med letoma 1853 in 1867, v katerem je Japonska končala svojo izolacionistično zunanjo politiko, imenovano sakoku in se posodobila iz fevdalnega šogunata v vlado Meidži. To je na koncu obdobja Edo in pred obdobjem Meidži. Glavne ideološke in politične frakcije v tem obdobju so bile razdeljene na proimperialistične Išin Šiši (nacionalistične domoljube) in šogunske sile, vključno z elitnimi mečevalci šinsengumi (»novoizbrani korpus«).
Čeprav sta bili ti dve skupini najbolj vidni moči, so številne druge frakcije poskušale izkoristiti kaos obdobja Bakumacu, da bi prevzele osebno oblast. Poleg tega sta obstajali še dve glavni gonilni sili za nasprotovanje; prvič, vse večja zamera do tozama daimjō, in drugič, naraščajoče protizahodno razpoloženje po prihodu flote ameriške mornarice pod poveljstvom Matthewa C. Perryja (kar je vodilo do prisilnega odprtja Japonske). Prvi se je nanašal na tiste gospode, ki so se borili proti silam Tokugava pri Sekigahari (leta 1600) in so bili od takrat naprej trajno izgnani z vseh močnih položajev v šogunatu. Drugi naj bi bil izražen v besedni zvezi sonnō džōi (»častiti cesarja, izgnati barbare«). Konec za Bakumacu je bila bošinska vojna, zlasti bitka pri Toba-Fušimi, ko so bile prošogunske sile poražene.